# Brood X

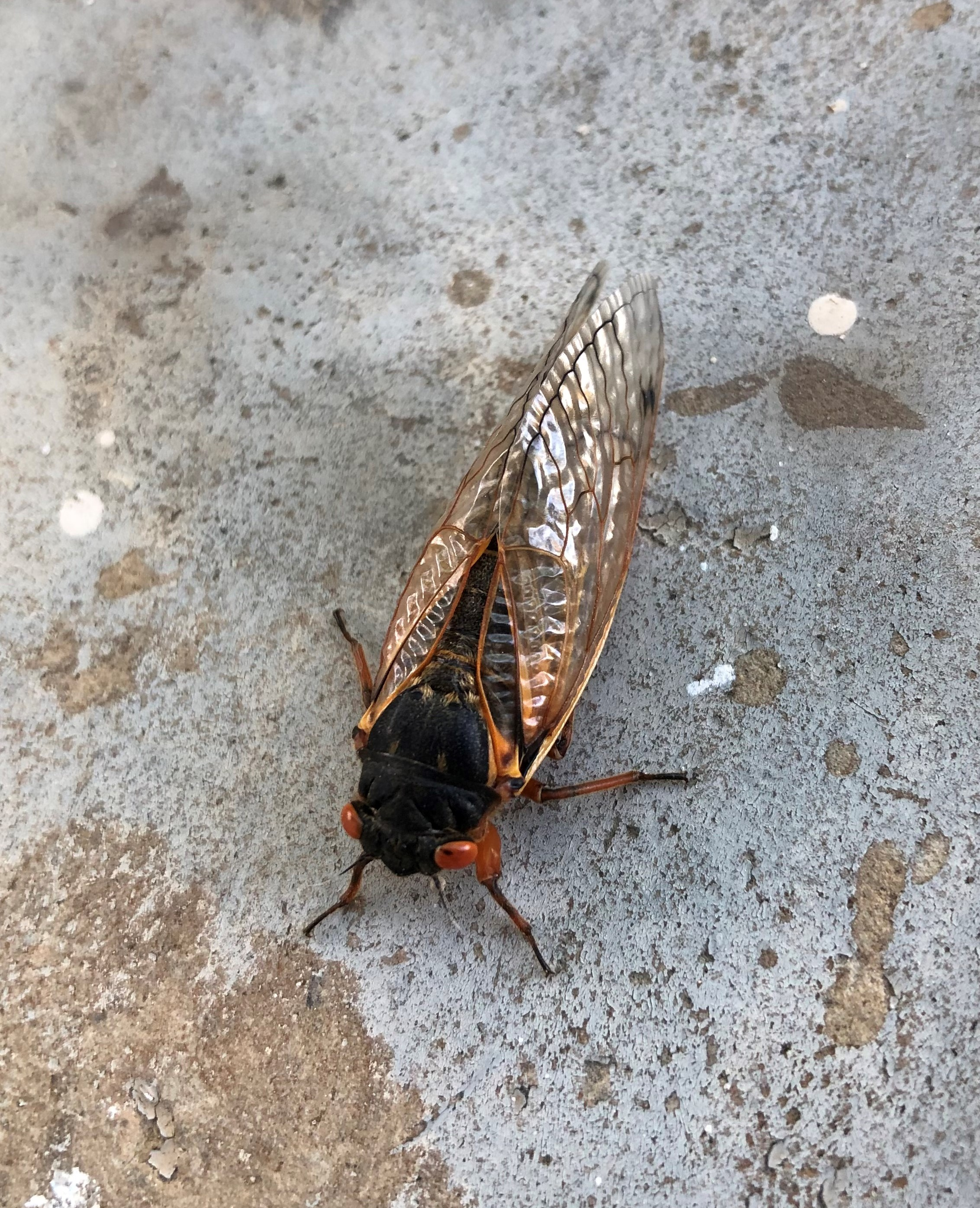
Zikade der Brood X (2021)

Brood X (Brood 10, Great Eastern Brood; deutsch: Brut X) ist eine Population der Periodischen Zikaden (Magicicada) im Osten der USA. Jedes 17. Jahr bohren sich Zikaden der Brood X in Massen an die Erdoberfläche, legen Eier und sterben im Verlauf weniger Wochen.

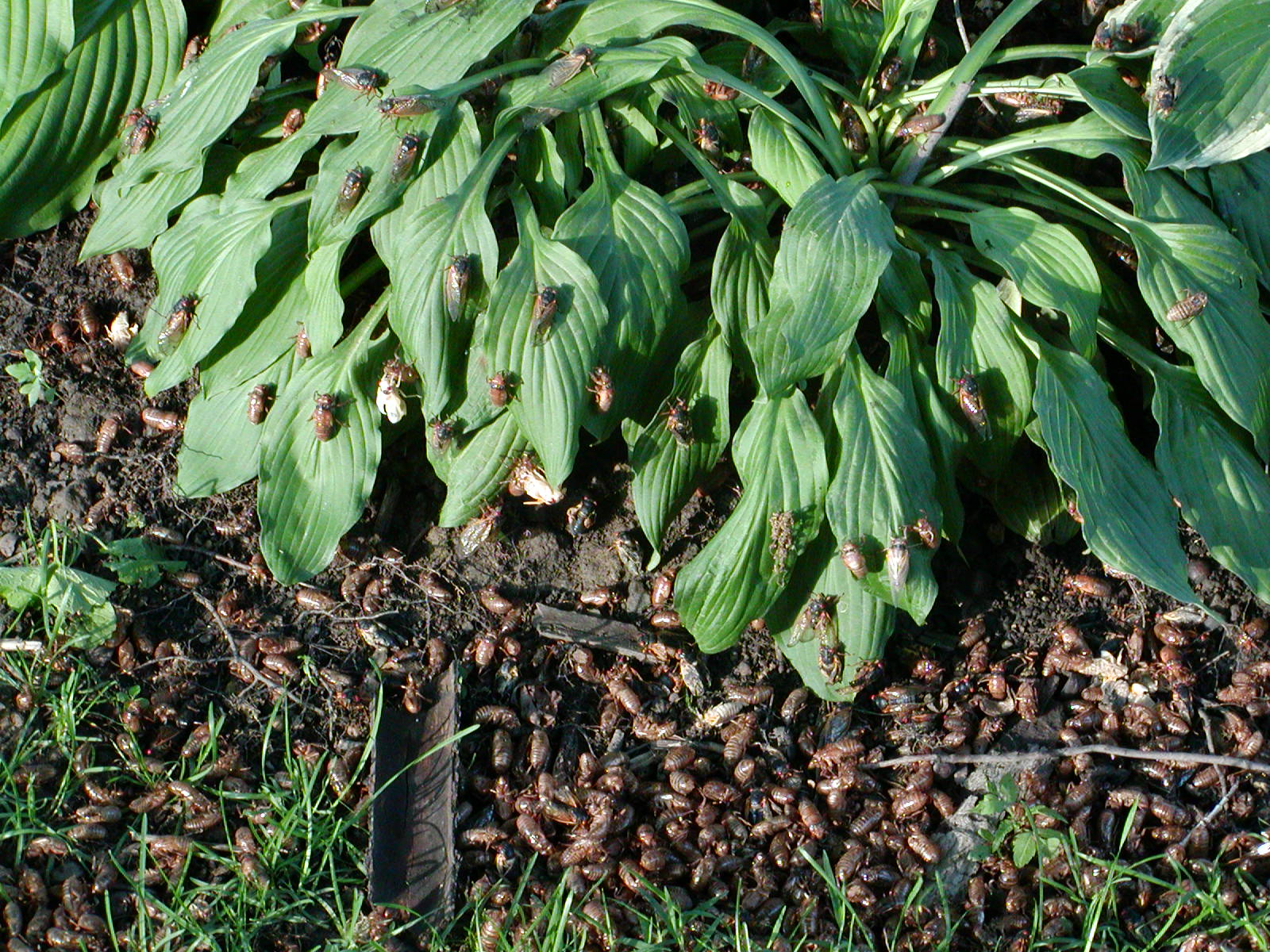
Massenschlupf

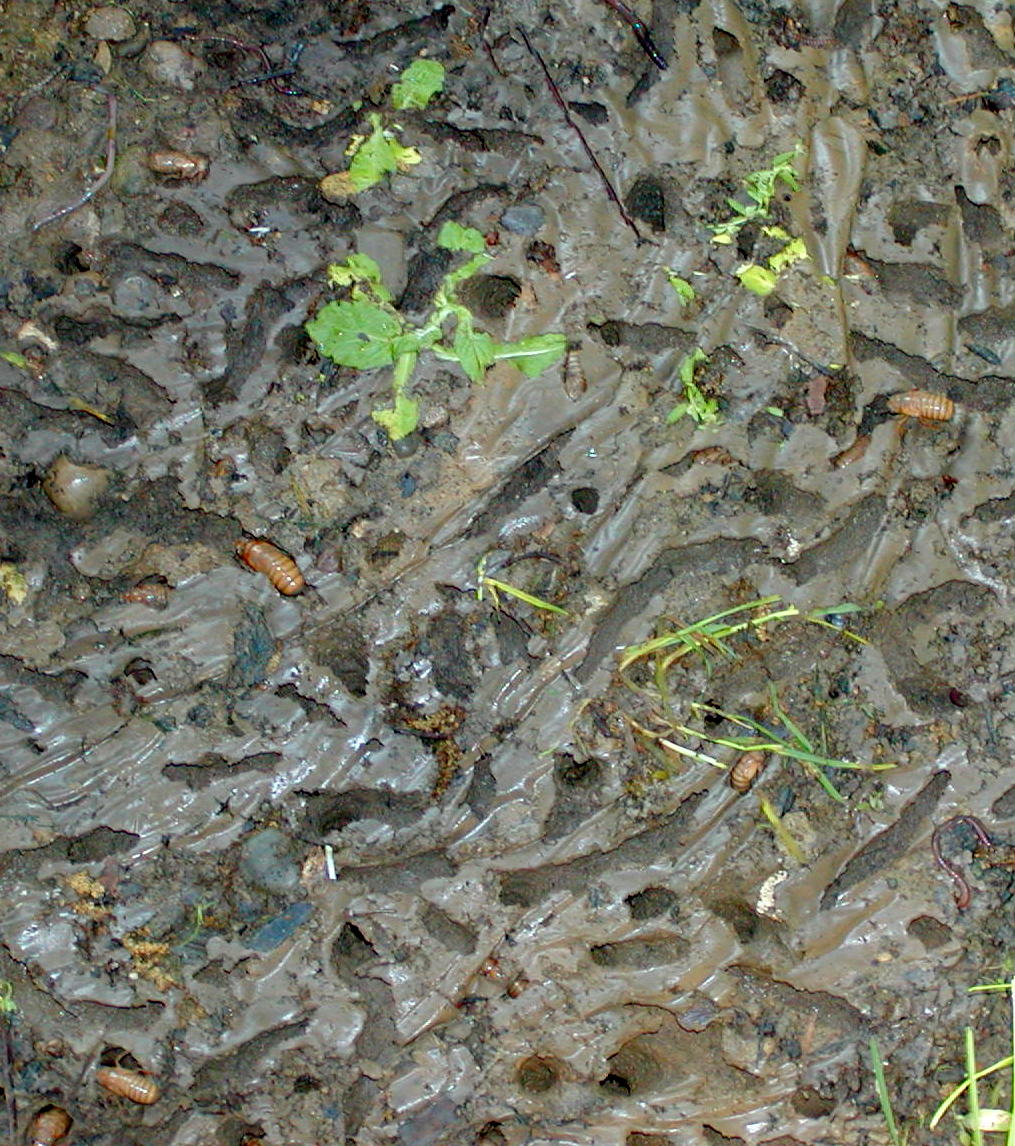
Schlupflöcher unter Steinplatten

Die Verbindung von langer Dormanz, Auftreten in großer Individuenzahl und kurzer Sichtbarkeit an der Erdoberfläche, bevor die Nymphen wieder in der Sicherheit des Erdbodens verschwinden, ermöglicht den Zikaden ein Überleben trotz massiver Verluste durch Raubtiere.
Brood X gehört zu den zwölf Zikaden-Populationen mit einem Lebenszyklus von 17 Jahren. Sie ist die Population mit der größten Ausbreitung und höchsten Individuenzahl. Das letzte Auftreten der Brood X ereignete sich im Frühling 2021, das nächste ist für 2038 zu erwarten.

## Geschichte

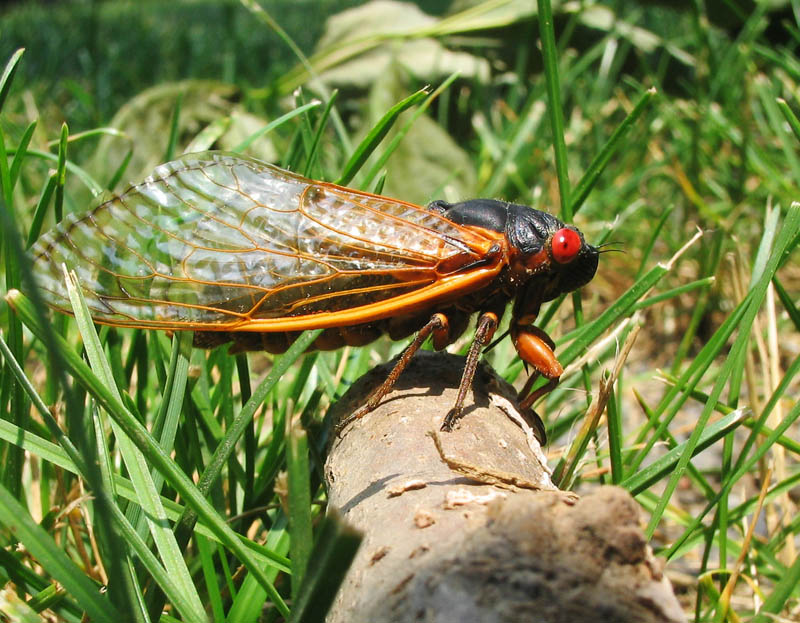
Eine Zikade aus Brood X, Princeton, New Jersey, 2004

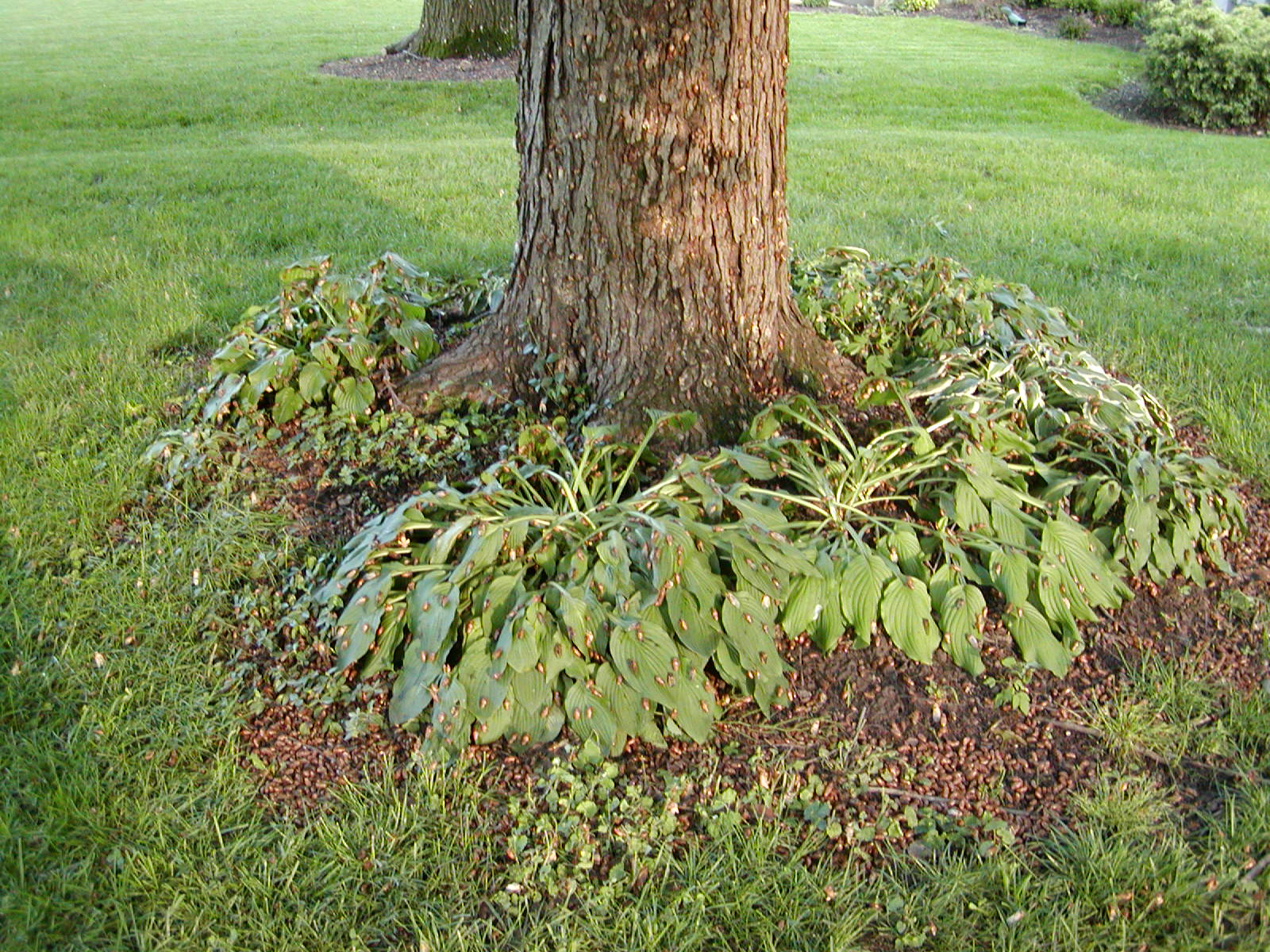
Schwärme der Brood X in Ohio 2004

Pehr Kalm, ein schwedischer Naturforscher, der Pennsylvania und New Jersey 1749 im Auftrag seiner Regierung besuchte, beobachtete ein Auftreten im späten Mai. In einem Artikel in einem schwedischen akademischen Journal von 1756 schrieb Kalm: 
„Die generelle Meinung ist, dass diese Insekten in diesen fantastischen Zahlen jedes siebzehnte Jahr auftreten. In der Zwischenzeit bleiben sie im Untergrund, bis auf vereinzelte Exemplare, die im Sommer erscheinen.
Es gibt deutliche Hinweise darauf, dass diese Insekten alle siebzehn Jahre in Pennsylvania auftreten.“
Kalm beschreibt im Anschluss daran Dokumente (einschließlich einiger, die er von Benjamin Franklin erhalten hatte), aus denen hervorgeht, dass Massenauftreten in Pennsylvania im Mai 1715 und im Mai 1732 stattgefunden hatten. Außerdem hält er fest, dass ihm nur von vereinzelten Sichtungen vor dem Massenauftreten 1749 berichtet wurde und dass er selbst in Pennsylvania und New Jersey 1750 keine Zikaden angetroffen hatte.
Kalm fasste seine Beobachtungen in einem Artikel zusammen, der 1771 ins Englische übersetzt wurde. Auf ihn bezog sich später auch Marlatt.
Im April 1800 verzeichnete Benjamin Banneker, in der Nähe von Ellicott’s Mills, Maryland, drei Auftreten der Brood X, als er in seinen Aufzeichnungen ein „great locust year“ 1749 beschrieb, sowie ein zweites 1766 (in denen die Insekten „full as numerous as the first“ waren) und das dritte 1783. Er sagte voraus, dass die Insekten „wieder erwartet werden können im Jahr 1800, welches das siebzehnte Jahr nach ihrer dritten Erscheinung bei mir ist“.
Anfang des 20. Jahrhunderts machte der Entomologe Charles Lester Marlatt 30 verschiedene Populationen aus, von denen im Laufe der Jahre ca. 15 auch bestätigt werden konnten.
Im Frühling und Sommer 2004 trat die Brood X in Gebieten von Illinois, Michigan, New York und Georgia auf. 17 Jahre später, im Frühling 2021, kam es zum erneuten Auftreten, ebenfalls an der Ostküste.

## Brood X und der Mensch

### In der Popkultur
Bob Dylans Lied Day of the Locusts vom Album New Morning (1970) bezieht sich auf ein Auftreten der Brood X in Princeton im Juni 1970, als Dylan einen Ehrendoktor der dortigen Universität erhielt.

### Als Speiseinsekt
Singzikaden wie Magicicada gehören zu den essbaren Insekten und können als Speiseinsekten genutzt werden, insbesondere die Nymphen. Einzelne Insektenköche an der US-amerikanischen Ostküste brachten 2021 Gerichte mit Periodischen Zikaden der Brood X auf die Speisekarte, zum Beispiel in Paella, auf Pizzen und als Sushi.